# Hans Kniep
Karl Johannes Hans Kniep (3 de abril de 1881 - 17 de noviembre de 1930) fue un botánico alemán originario de Jena.
Estudió medicina en la Universidad de Kiel, y botánica en Jena con Christian Ernst Stahl (1848-1919), donde recibió su doctorado en 1904. En 1905 fue asistente de Wilhelm Pfeffer (1845-1920) en la Universidad de Leipzig, y más tarde investigó en fisiología de algas en Bergen. A partir de 1907, fue profesor privado en la Universidad de Friburgo, y en 1911, profesor de la Universidad de Estrasburgo.
En 1914, Kniep resultó profesor titular de la Universidad de Wurzburgo, donde también fue decano de la Universidad entre 1923 a 1924. En 1924, sucedió a Gottlieb Haberlandt (1854-1945) como profesor de fisiología vegetal en la Universidad de Berlín. Hacia 1916, fue editor de la Zeitschrift für Botanik (Magazine de Botánica).
Hans Kniep es recordado por sus investigaciones sobre la citología y genética de fungi, y en particular sus investigaciones sobre la historia del desarrollo de Basidiomycota. Entre 1913 y 1917, publicó cinco tratados sobre el origen, genética e historia de una clase única de fungi conocida como Hymenomycetes. También hizo estudios extensos de la fisiología, quimiotaxis y fotosíntesis de plantas marinas.

## Otras publicaciones
- 2010. Uber Die Bedeutung Des Milchsafts Der Pflanzen (1904). Edición reimpresa de Kessinger Publishing, LLC, 84 pp. ISBN 1162367830

- 1930. Über den Generationswechsel von Allomyces in Zeitschrift für Botanik 22:9 pp. 433 – 441

- 1929. Vererbungserscheinungen bei Pilzen. Volumen 5 de Bibliographia Genetica. Editor M. Nijhoff, 478 pp.

- 1929. Vererbungserscheinungen bei Pilzen in Bibliographica Genetica 5 pp. 371 - 478

- 1929. Allomyces javanicus n. sp., ein anisogamer Phycomycet mit Planogameten in Berichte der Deutschen Botanischen Gesellschaft 47 pp. 199 - 212

- 1928. Die Sexualität der niederen Pflanzen. Editor G. Fischer, 544 pp.

- 1928. Die Sexualität der niederen Pflanzen

- 1926. Über Artkreuzungen bei Brandpilzen in Zeitschrift für Pilzkunde 5:14 pp. 217 - 247

- 1917. Beiträge zur Kenntnis der Hymenomyceten: V. Über die Entstehung der Paarkernigkeit der Zellen des Schnallenmycels in Zeitschrift für Botanik 9 pp. 81 - 118

- 1916. Beiträge zur Kenntnis der Hymenomyceten: IV. Über den Ursprung und die ersten Entwicklungsstadien der Basidien in Zeitschrift für Botanik 8 pp. 353 - 359

- 1915. Beiträge zur Kenntnis der Hymenomyceten: III. Über die konjugierten Teilungen und die phylogenetische Bedeutung der Schnallenbildungen in Zeitschrift für Botanik 7 pp. 369 - 398

- 1913. Beiträge zur Kenntnis der Hymenomyceten: II. Über die Herkunft der Kernpaare im Fruchtkörper von Coprinus nycthemerus Fr. in Zeitschrift für Botanik 5 pp. 593 - 637

- 1913. Beiträge zur Kenntnis der Hymenomyceten: I. Die Entwicklungsgeschichte von Hypochnus terrestris nov. spec. in Zeitschrift für Botanik 5 pp. 593 - 637
- La abreviatura «Kniep» se emplea para indicar a Hans Kniep como autoridad en la descripción y clasificación científica de los vegetales.[1]